# 宮町 (仙台市)
宮町（みやまち）は宮城県仙台市青葉区にある町。郵便番号は980-0004。南から宮町一丁目から宮町五丁目を擁する。

## 概要
宮町は仙台駅の北に位置する町で南北に長い街並みである。かつては東六番丁と清水小路に直線に結んでいた。
町名は江戸時代、仙台藩2代藩主伊達忠宗が仙台東照宮を創建した際に御宮町（おみやまち）を制定したことに由来する。

## 世帯数と人口
2022年（令和4年）2月1日現在の世帯数と人口は以下の通りである。
| 町丁       | 世帯数    | 人口    |
| ---------- | --------- | ------- |
| 宮町一丁目 | 1,028世帯 | 1,532人 |
| 宮町二丁目 | 741世帯   | 1,008人 |
| 宮町三丁目 | 653世帯   | 1,180人 |
| 宮町四丁目 | 879世帯   | 1,371人 |
| 宮町五丁目 | 629世帯   | 1,247人 |
| 計         | 3,930世帯 | 6,338人 |

- 1989年は10月1日における世帯数及び人口を示す。
- 2005年,2010年,2018年は4月1日における世帯数及び人口を示す[5]。

| 年     | 世帯数   | 人口   |
| ------ | -------- | ------ |
| 1989年 | 2639世帯 | 5821人 |
| 2005年 | 3184世帯 | 5639人 |
| 2010年 | 3176世帯 | 5594人 |
| 2018年 | 3838世帯 | 6467人 |

## 小・中学校の学区
市立小・中学校に通う場合、学区は以下の通りとなる。
| 丁目       | 番地                                                                                          | 小学校                                           | 中学校                                     |
| ---------- | --------------------------------------------------------------------------------------------- | ------------------------------------------------ | ------------------------------------------ |
| 宮町一丁目 | その他                                                                                        | 仙台市立東六番丁小学校                           | 仙台市立五城中学校                         |
| 宮町一丁目 | 1-32                                                                                          | 仙台市立東六番丁小学校（仙台市立上杉山通小学校） | 仙台市立五城中学校                         |
| 宮町二丁目 | 1-1から1-23まで、1-75から1-80まで                                                             | 仙台市立東六番丁小学校（仙台市立上杉山通小学校） | 仙台市立五城中学校                         |
| 宮町二丁目 | 1-27から1-37まで                                                                              | 仙台市立上杉山通小学校                           | 仙台市立五城中学校（仙台市立上杉山中学校） |
| 宮町二丁目 | その他                                                                                        | 仙台市立東六番丁小学校                           | 仙台市立五城中学校                         |
| 宮町三丁目 | 1から5-10まで、5-25から5の終わりまで、7-1から7-28まで、7-50から8-5まで、8-45から8の終わりまで | 仙台市立上杉山通小学校                           | 仙台市立五城中学校（仙台市立上杉山中学校） |
| 宮町三丁目 | 8-6から8-30まで、9-8から9-26まで、9-32から9-33まで                                            | 仙台市立北六番丁小学校                           | 仙台市立五城中学校                         |
| 宮町三丁目 | その他                                                                                        | 仙台市立東六番丁小学校                           | 仙台市立五城中学校                         |
| 宮町四丁目 | 1から3まで                                                                                    | 仙台市立北六番丁小学校                           | 仙台市立上杉山中学校（仙台市立五城中学校） |
| 宮町四丁目 | 14から9まで                                                                                   | 仙台市立北六番丁小学校                           | 仙台市立五城中学校                         |
| 宮町五丁目 | 全域                                                                                          | 仙台市立北六番丁小学校                           | 仙台市立五城中学校                         |

## 交通

### 鉄道
- JR東日本仙山線東照宮駅

### 道路
- 国道45号

## 施設
- 仙台市立北六番丁小学校
- 仙台市立東六番丁小学校
- 仙台宮町郵便局
- 仙台北警察署 宮町交番